# Bernard de Brocas
Pour les articles homonymes, voir de Brocas.
Sir Bernard Brocas alias Bernard de Brocas. Il est né vers 1330 et mort en 1395. Chevalier gascon au service des Plantagenêt durant la guerre de Cent Ans. Membre de la famille de Brocas, répandue principalement aux XIIIe et XIVe siècles à Sault-de-Navailles, Orthez et Saint-Sever en Chalosse. Il est le principal personnage et auteur de la Famille de Brocas de Beaurepaire et Roche Court, troisième fils et héritier de Sir Jean de Brocas, chevalier ; Maître de la Cavalerie anglaise (en) durant la guerre de Cent Ans. Il est le petit-fils d'Arnaud de Brocas, chevalier, mort le 24 juin 1314 à la bataille de Bannockburn, Stirling en Écosse au service du roi d'Angleterre. Bernard de Brocas est connu dans les textes anglais sous le nom de Sir Bernard Brocas. Maître de la Cavalerie comme son père, il accéda à la charge héréditaire de Master of the Buckhounds (en) (Grand Veneur du Roi, Vénerie) grâce à son mariage avec Dame Marie des Roches (famille de Pierre des Roches probablement fils de Guillaume des Roches). Par l'adoubement, il est armé chevalier et participe à la bataille de Poitiers (1356), à la bataille de Crécy et à la bataille de Nájera aux côtés du Prince Noir, Édouard de Woodstock, dont il est un proche familier. Il hérite de son oncle, Maître Bernard de Brocas, clerc du roi, du domaine de Beaurepaire (en) dans le Hampshire (comté). 
Il meurt le 20 septembre 1395. Il est enterré dans la chapelle Saint Edmund. Son gisant est situé près des tombes royales en l'abbaye de Westminster à Londres.
Cette branche de la Maison de Brocas sera connue sous le nom de Brocas of Beaurepaire & Roche Court durant plus de cinq siècles en Angleterre.

## Armoiries

Blason famille de Brocas

- De sable au léopard lionné d'or.
- De sable au léopard lionné d’or, chargé d’une étoile d’argent. (blason de cadet)
- Blason après son mariage avec Marie des Roches : Parti au 1 : De sable au léopard lionné d’or, chargé d’une étoile d’argent ; parti au 2 : De sable à deux léopards d’argent posés en pal (blason de Marie des Roches, Hampshire).

## Cimier
Une tête de maure arrachée surmontée d'une couronne d'or antique. (Présent sur les sceaux de Bernard de Brocas dès 1361). Cimier de la famille de Brocas en Gascogne puis en Angleterre.

## Alliances
1. Agnès Le VAVASOUR (mariage annulé en 1360)[7].
2. Marie des ROCHES[8].
3. Catherine de La Plaunche, veuve de Sir Hugues Tyrrell[9].

## Enfants
De son alliance avec Marie des Roches sont nés :

1. Ralph de Brocas, mort enfant en 1384.
2. Sir Bernard II de Brocas de Beaurepaire, Chevalier, seigneur de Beaurepaire et de Roche Court, Hampshire, (c. 1354-28.01.1400). Décapité à Londres pour sa participation au Soulèvement de l'Épiphanie en faveur du roi d'Angleterre Richard II. Héritier de son père, Sir Bernard Ier de Brocas de Beaureapire de Roche Court.
3. Johanne de Brocas, épouse de Robert Dingley (Dyneley).

## Offices
Ensemble des Office tenus par Sir Bernard de Brocas aux bénéfices des rois d'Angleterre :
- Connétable d'Aquitaine[10].
- Maître de la cavalerie du roi d'Angleterre[11].
- Maître de l'équipage de vènerie du roi d'Angleterre à vie (charge héréditaire)[12].
- Gardien du Château de Corfe du 9 septembre 1376 au 14 mai 1377 ; puis du Château d'Odiham toujours en 1377.
- Capitaine de Calais entre 1377 et 1379. Plus haute fonction que l'on pouvait occuper en dehors de l'Angleterre et de l'Aquitaine à cette époque.
- Capitaine du château de Sangatte à partir du 11 janvier 1384 jusqu'en 1385.
- Responsable des parcs et des domaines de l'Evêque William de Wykeham à partir du 5 décembre 1377.
- Ambassadeur du roi en Flandres en janvier 1379 et autorisé à traiter avec le comte de Saint Pol[13] en 1379.
- Chambellan de la reine d'Angleterre Anne de Bohême (1366-1394) entre c.1387 et 1394.